# Wushu

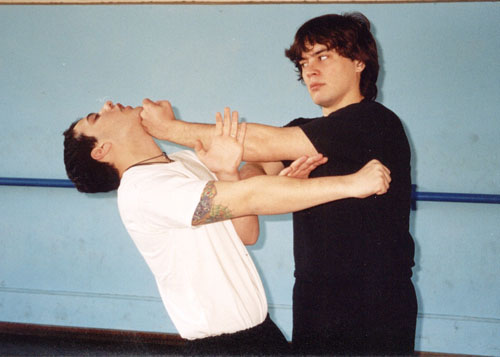

Wushu este denumirea generală dată artelor marțiale chinezești, din care fac parte celebrele standarde competiționale Changquan și Nanquan.
Wushu (武术) este tradus în română ca "arta martiala" (“Wu” = militar sau martial, “Shu” = arta). Wushu-ul cuprinde o multitudine de școli și stiluri, acestea fiind în număr de peste 400, ale caror tehnici se bazează pe învățăturile taoismului și ale călugărilor budiști de la Shaolin. Aceste școli se împart în două mari sisteme: stilurile interne (neijia quan), care pun accent pe energia internă, și stilurile externe (weijia quan), care se bazează mai mult pe folosirea forței și pe mișcările rapide.

## Istoria artelor marțiale chinezești
În 1958, guvernul a înființat Asociația All-China Wushu ca organizație umbrelă pentru a reglementa formarea în domeniul artelor marțiale. Comisia de stat pentru cultura fizică și sport din China a preluat conducerea în crearea unor formulare standardizate pentru majoritatea artelor majore. În această perioadă a fost stabilit un sistem național Wushu care conținea formulare standard, curriculum-ul de predare și clasificarea instructorilor. Wushu a fost introdus atât la nivel liceal, cât și la nivel universitar. Acest nou sistem încearcă să includă elemente comune din toate stilurile și formele, precum și ideile generale asociate cu artele marțiale chinezești. Conceptele stilistice, cum ar fi hard, soft, intern, extern, precum și clasificările bazate pe școli precum Shaolin, Tai Chi Chuan, Wudang și altele, au fost integrate într-un singur sistem. Wushu a devenit standardul sponsorizat de guvern pentru pregătirea în domeniul artelor marțiale din China. Impulsul pentru standardizare a continuat să conducă la o adaptare pe scară largă. În 1979, Comisia de Stat pentru Cultură Fizică și Sport a creat o forță specială de lucru pentru predarea și practicarea Wushu. În 1986, Institutul Național de Cercetare din Wushu a fost înființat ca autoritate centrală pentru cercetarea și administrarea activităților Wushu în China.
Artele marțiale chinezești au venit ca o necesitate pentru populația străveche, ele fiind folosite în scopuri de autoapărare, vânătoare ori război. Lupta cu sau fără arme a constituit o componentă importantă în pregătirea soldaților chinezi. Artele marțiale de origine chineză reprezintă o parte valoroasă din cultura Chinei.
Legenda spune că Împăratul Galben a fost cel care a introdus artele marțiale în China. Împăratul Galben înainte de a deveni conducătorul Chinei a scris mai multe tratate despre medicină, astrologie și arte marțiale.

## Wushu-ul contemporan
Wushu este un sport recunoscut olimpic din anul 1999. Wushu a fost prezent la Jocurile Olimpice – Beijing 2008 și la Jocurile Olimpice pentru Tineret – Nanjing 2014, prin turnee demonstrative. De asemenea, sportul a fost inclus pe lista scurtă de a intra la Jocurile Olimpice – Tokyo 2020, alături de alte șapte sporturi.

### Cu mâinile goale
- Chángquán (長拳 sau Boxul Lung sau Boxul de Nord) este de fapt un stil sinteza al mai multor stiluri traditionale:  Chāquán (查拳), Huaquan (華拳), Hongquan (洪拳), si Shaolinquan (少林拳)
- Nanquan (南拳 sau Boxul de Sud) este tot un stil sinteza al mai multor stiluri din sudul Chinei: Hongjiaquan (Hung Gar) (洪家拳), Cailifoquan (Choy Li Fut) (蔡李佛拳), si Yongchunquan (Wing Chun) (詠春拳)
- Taijiquan (太極拳, T'ai Chi Ch'uan) - stil intern